# Girard (Georgia)
Girard è un comune degli Stati Uniti d'America, situato nello Stato della Georgia, nella contea di Burke.